# Maïn Abdelmalek Saïd
Maïn Abdelmalek Saïd, né en 1976 à Ta'izz, est un homme d'État yéménite, Premier ministre depuis le 18 octobre 2018. Il succède à Ahmed ben Dagher.

## Biographie
Il est titulaire d'un doctorat en philosophie et design d'architecture. Il travaille au Caire en Égypte dans la planification et la construction, après avoir été professeur adjoint à la faculté d'ingénierie de l'université de Thamar.
En 2017, il est nommé ministre des Travaux publics et de l'Infrastructure par le Premier ministre yéménite Ahmed ben Dagher. Au cours de la guerre civile yéménite, il rejoint la délégation gouvernementale qui rencontré les milices houthies à Genève, à Vienne et au Koweït.
En vertu d'un accord signé le 5 novembre 2019, Saïd doit former un nouveau gouvernement composé de 24 ministres, et dont les portefeuilles sont répartis paritairement entre nord et sud. Le 26 avril 2020, à la suite de l'effondrement de l'accord de paix, le Conseil de transition du Sud proclame l'autonomie des provinces du sud du pays.
Le 29 juillet, il est chargé de former un nouveau gouvernement. Le jour même, le STC renonce à l'autonomie. Le 10 décembre 2020, les forces gouvernementales et les séparatistes se retirent d'Aden et d'Abyane. Le nouveau gouvernement est formé le 18 décembre,.
Il obtient la confiance du Parlement le 21 avril 2022.